# Sirras
Sirras (gr.: Σίρρας, Sírras) (V/IV w. p.n.e.) – król Elimei w górnej Macedonii w latach ok. 405-385 p.n.e., regent królestwa Linkos ok. 400-390 p.n.e. Syn Derdasa I oraz ojciec Derdasa II, królów Elimei, dziadek macierzysty słynnego Filipa II Macedońskiego.
Część uczonych uważa Sirrasa za plemiennego władcę Ilirów. Jednak te poglądy są niepoparte żadnymi dowodami. Ok. r. 430 p.n.e. Sirras poślubił córkę Arrabajosa I, króla Linkestów. Miał z nią córkę Eurydykę, urodzoną ok. r. 410 p.n.e. Arystoteles w swej pracy pt. Polityka (1311 b 13-14) poinformował, że Archelaos I, król Macedonii, będąc w ciężkiej sytuacji w wyniku wojny z Sirrasem i Arrabajosem, dał starszą córkę królowi Elimei. Działo się to ok. r. 400 p.n.e. Zawarcie przymierza z Sirrasem, królem Elimei, było możliwe, bowiem ten, jako najbliższy krewny Bakchiadów, został regentem królestwa Linkos w imieniu nieletniego Arrabajosa II, wnuka zmarłego Arrabajosa I, wroga Macedonii. Sirras dał córkę króla macedońskiego za żonę swemu synowi Derdasowi. W późniejszym okresie doszło do zacieśnienia więzów rodzinnych z inną linią Argedów ok. r. 393 lub 391 p.n.e. Sirras postanowił wówczas wydać swą córkę Eurydykę I za Amyntasa III, przypuszczalnie już króla macedońskiego. Jej ślub zapewne zakończył wieloletnią wojnę między Linkos a Macedonią. Nie wiadomo, kiedy zmarł Sirras. Jego następcą na tronie Elimei został syn Derdas II. 